# Leonella Sgorbati
Leonella Sgorbati, nacida como Rosa Maria Sgorbati, (Gazzola, 9 de diciembre de 1940 – Mogadiscio, 17 de septiembre de 2006) fue una monja italiana de las Misioneras de la Consolata que sirvió en misiones tanto en Kenia como en Somalia. Fue asesinada en Somalia poco después de la conferencia de Regensburg del Papa Benedicto XVI y después de haber trabajado en el continente durante más de tres décadas. Su área era la enfermería y la educación de las futuras enfermeras, mientras que también atendía las necesidades de los niños en un hospital infantil que frecuentaba.
Fue declarada mártir el 8 de noviembre de 2017 y beatificada el 26 de mayo de 2018 en Piacenza.Su conmemoración tiene lugar el 17 de febrero.

## Vida
Rosa Maria Sgorbati nació el 9 de diciembre de 1940 en Gazzola, cerca de Piacenza, siendo la última de los tres hijos de Carlo Sgorbati y Giovannina Vigilini. Su bautismo se celebró momentos después de su nacimiento en la parroquia de San Savino. La familia Sgorbati se mudó más tarde a Milán el 9 de octubre de 1950 para que su padre encontrara trabajo; su padre murió el 16 de julio de 1951.
En su adolescencia deseaba convertirse en una hermana religiosa trabajando en las misiones, aunque su madre no aprobó esta elección y le pidió que esperara hasta cumplir los 20. El 5 de mayo de 1963 se unió a las Hermanas Misioneras de la Consolata en San Fre, Cuneo. Comenzó su postulantado el 20 de mayo y su noviciado el 21 de noviembre de 1963 en Nepi y tomó el nombre religioso Leonella. Hizo su profesión inicial de votos el 22 de noviembre de 1965 y su profesión perpetua en noviembre de 1972.

### Misión africana
Sgorbati realizó un curso de enfermería en Inglaterra desde 1966 hasta 1968 antes de ser enviada en septiembre de 1970 a Kenia. Desde 1970 hasta 1983 sirvió en el Hospital Consolata Mathari en Nyeri y en el Hospital Nazareth en Kiambu en las afueras de Nairobi actuando como partera por un tiempo. A mediados de 1983 comenzó sus estudios avanzados de enfermería y en 1985 se convirtió en tutora principal de la escuela de enfermería adjunta al Hospital Nkubu en Meru. En noviembre de 1993 fue elegida superiora regional de la orden en Kenia y ocupó el cargo hasta 1999. Se tomó un año sabático en 2000 y luego, en 2001, pasó varios meses en Mogadiscio, Somalia, analizando el potencial de una nueva escuela de enfermería en el hospital que administraba SOS Children's Village. La "Escuela de Enfermería Comunitaria Registrada Hermann Gmeiner" abrió en 2002 con Sgorbati a cargo. Las primeras 34 enfermeras se graduaron de la escuela en 2002 y la Organización Mundial de la Salud les otorgó certificados y diplomas ya que Somalia no tenía gobierno después de 1991. En esa etapa. Sgorbati hablaba somalí con fluidez.
También estaba interesada en capacitar tutores para la escuela de enfermería y, por lo tanto, regresó a Kenia con tres de sus enfermeras ahora graduadas para inscribirlas para recibir capacitación adicional en una escuela de formación médica. Pero Sgorbati enfrentó dificultades para obtener su propia visa de reingreso a Mogadiscio debido a las nuevas reglas de los tribunales islámicos que entonces controlaban la ciudad y sus alrededores. Logró regresar a Mogadiscio el 13 de septiembre de 2006 después de haber estado de vacaciones en su tierra natal ese febrero.

### Asesinato
El 17 de septiembre de 2006, Sgorbati fue baleada frente al hospital de niños poco después de las 12:30 horas cuando terminaba de dar clases y cruzaba la calle para ir al monasterio, donde otras tres hermanas la esperaban para almorzar con ella. Su guardia y chofer Mohamed Osman Mahamud (padre de cuatro hijos) también fue asesinado.
Se cree que el ataque fue en respuesta a los controvertidos comentarios que el Papa Benedicto XVI había hecho en su conferencia en Ratisbona. Su muerte se produjo justo después de los comentarios del 15 de septiembre, en los que el clérigo Sheikh Abubakar Hassan Malin dijo a los fieles en su mezquita que persiguieran y mataran a todos los que ofendieran al profeta Mahoma. Varios trabajadores humanitarios y voluntarios cristianos fueron asesinados en esta época. Dos pistoleros salieron de taxis y quioscos y le dispararon por la espalda tres o cuatro veces después de que la primera bala le diera en el muslo. Su guardia la protegió y fue derribado después de abrir fuego contra los atacantes. Una bala se incrustó en su espalda y le cortó una arteria que le provocó una hemorragia grave e instantánea. Sgorbati fue trasladada de urgencia al Hospital SOS, muriendo en la mesa de operaciones. Sus últimas palabras fueron: "Yo perdono, yo perdono, yo perdono" que le susurró a la Hna. Marzia Feurra. A las 3 de la tarde llegó un avión para llevar sus restos a Nairobi, arribando a las 9 de la noche.
Funcionarios somalíes prometieron justicia por el asesinato de la monja con dos sospechosos arrestados y la Unión de Tribunales Islámicos de Somalia inició sus propias investigaciones sobre el asesinato (aún se desconoce el motivo); Yusuf Mohamed Siad de la UIC dijo que dos sospechosos fueron arrestados. Federico Lombardi dijo que el asesinato fue un "acto horrible" y que esperaba que se mantuviera como un caso aislado y no se generalizara en la región. El nuncio papal Alain Paul Charles Lebeaupin dijo que no estaba claro si su muerte podía atribuirse o no al extremismo religioso.

### Funeral y exhumación
El funeral se celebró el 21 de septiembre en la Capilla de la Consolata de Nairobi bajo la presidencia del obispo de Yibuti Giorgio Bertin. El embajador de Italia en Kenia estuvo presente, al igual que el representante de Kenia ante las Naciones Unidas. En sus declaraciones, Bertin dijo que ella destacó un mensaje de amor y unión, y agregó que "juntos la vida es posible". Su colega en la misión en Kenia, Hna. Rose, comentó en su funeral que "fue muy generosa" con todos los que conoció y con los que trabajó. Sus restos fueron enterrados en Nairobi y luego exhumados para inspección canónica el 30 de septiembre de 2017 antes de ser colocados en una iglesia en Nairobi y luego enterrados allí en diciembre.

### Reconocimiento
El Papa Benedicto XVI se refirió a la hermana asesinada como una "sierva del amor" en su discurso después del rezo del Ángelus ante 3000 personas en Castel Gandolfo.
El 13 de octubre de 2008 se celebró una misa con motivo del traslado de su cruz a la iglesia de San Bartolomeo all'Isola en Roma. El Papa Francisco veneró la reliquia en su visita a la iglesia el 22 de abril de 2017.

## Beatificación
El proceso diocesano se llevó a cabo en Mogadiscio desde su inauguración el 16 de octubre de 2013 hasta su clausura solemne poco después el 15 de enero de 2014. La Congregación para las Causas de los Santos validó esta investigación diocesana el 19 de septiembre de 2014. El Papa Francisco confirmó el 8 de noviembre de 2017 que Sgorbati fue asesinada en odium fidei ("por odio a la fe").
La beatificación tuvo lugar el 26 de mayo de 2018 en Piacenza, con el cardenal Angelo Amato presidiendo la celebración en nombre del Papa. También estuvo presente el arzobispo de Milán Mario Enrico Delpini y el obispo de Piacenza-Bobbio Gianni Ambrosio.